# Hexapathes heterosticha
Hexapathes heterosticha är en korallart som beskrevs av Sôichirô Kinoshita 1910. Hexapathes heterosticha ingår i släktet Hexapathes och familjen Cladopathidae. Inga underarter finns listade i Catalogue of Life.